# بنجامين إف. آدامز
بنجامين إف. آدامز هو سياسي أمريكي، ولد في 4 ديسمبر 1822، وتوفي في 6 فبراير 1902. نشط حزبياً في الحزب الجمهوري. وقد انتخب عضو جمعية ولاية ويسكونسن ‏.